# Cardiocondyla gibbosa
Cardiocondyla gibbosa is een mierensoort uit de onderfamilie van de Myrmicinae. De wetenschappelijke naam van de soort is voor het eerst geldig gepubliceerd in 1927 door Kuznetsov-Ugamsky.